# Сидоренко Василь Олексійович
Васи́ль Олексі́йович Сидоренко (1911—1978) — старший лейтенант Червоної Армії, учасник Німецько-радянської війни, Герой СРСР (1945).

## Біографія
Василь Сидоренко народився 14 січня 1911 року в селі Касторне (нині — селище в Курській області). Закінчив школу і чотири курсу Національний гірничий університет. Працював спочатку на шахті, потім на заводі у Воронежі. У травні 1942 року Сидоренка було призвано на службу до армії. З жовтня 1943 року він брав участь у Другій світовій війні. 
До липня 1944 року молодший лейтенант Василь Сидоренко командував взводом 45-міліметрових гармат 1-го батальйону 599-го стрілецького полку 145-ї стрілецької дивізії 1-го стрілецького корпусу 43-ї армії 1-го Прибалтійського фронту. Відзначився під час визволення Вітебської області БРСР. 10 липня 1944 року, коли батальйон Сидоренка опинився в оточенні під містом Постави, взвод під його командуванням успішно відбивав атаки противника, знищивши понад 100 солдатів та офіцерів, що дозволило прорватися з оточення.
Указом Президії Верховної Ради СРСР від 24 березня 1945 року  Сидоренко був удостоєний високого звання Героя Радянського Союзу з врученням ордена Леніна і медалі «Золота Зірка» за номером 7411.
У грудні 1944 року у званні старшого лейтенанта Сидоренко був звільнений у запас. Проживав і працював у Курську. Помер 18 січня 1978 року.
Почесний громадянин Постав. Нагороджений орденами Червоного Прапора і Червоної Зірки, медалями.
На честь Сидоренка названа вулиця в Поставах.